# خوسيه ماريا برموديز
خوسيه ماريا برموديز (بالإسبانية: José María Bermúdez)‏ هو لاعب كرة قدم نيكاراغوي، ولد في 15 أغسطس 1975 في نيكاراغوا. شارك مع منتخب نيكاراغوا لكرة القدم. أما مع النوادي، فقد لعب مع Diriangén FC ‏.

## وصلات خارجية
- خوسيه ماريا برموديز على موقع الاتحاد الدولي (مؤرشف)  (الإنجليزية)
- خوسيه ماريا برموديز على موقع قاعدة بيانات كرة القدم.إي يو (الإنجليزية)
- خوسيه ماريا برموديز على موقع ناشيونال فوتبول تيمز (الإنجليزية)